# Roland Larsson (centerpartist)
Karl Bertil Roland Larsson (i riksdagen kallad Larsson i Ljungsbro), född 13 augusti 1939 i Sankt Lars församling i Linköping, är en svensk politiker (centerpartist). Han var ordinarie riksdagsledamot 1988–1998, invald för Östergötlands läns valkrets.
Han är son till elektrikern Bertil Larsson och Karin Hagsten. Han gifte sig 1967 med Lena Marianne Harrysson (född 1945). Larsson var kommunalråd i Linköpings kommun 1977–1988 och ledamot av kommunfullmäktige 1976–1994.
I riksdagen var han ledamot i näringsutskottet 1988–1991, finansutskottet 1991–1994 och socialutskottet 1994–1998.